# Ophiacantha curima
Ophiacantha curima är en ormstjärneart som beskrevs av Clark 1915. Ophiacantha curima ingår i släktet Ophiacantha och familjen knotterormstjärnor. Inga underarter finns listade i Catalogue of Life.